# 伊達処宗
伊達 処宗（だて すみむね、旧字体・正式表記: 伊達處宗、生没年不詳）は、久保田藩重臣。国分氏の後身の秋田伊達氏5代目当主。実父は佐竹義秀（中務）でその第4子。養父は伊達処時（一十郎）。通称は九郎三郎、外記、備前。妻は佐竹北家佐竹義明の娘、茂木筑後の娘。子女は伊達峯宗、酒出金太夫室、中川宮内室、国分重経（源七）の2男2女。
代々の秋田伊達氏当主と同様、藩主佐竹義処より偏諱を拝領する。元禄9年（1696年）に相手番に就任する。